# Orthographe espagnole
L’orthographe espagnole est l'ensemble des règles qui régissent l’écriture de la langue espagnole, notamment l'utilisation des lettres, des signes diacritiques, de la ponctuation et des majuscules. Ces règles sont définies par la Real Academia Española (RAE), en collaboration avec les académies des autres pays hispanophones, au sein de l’Association des académies de la langue espagnole.

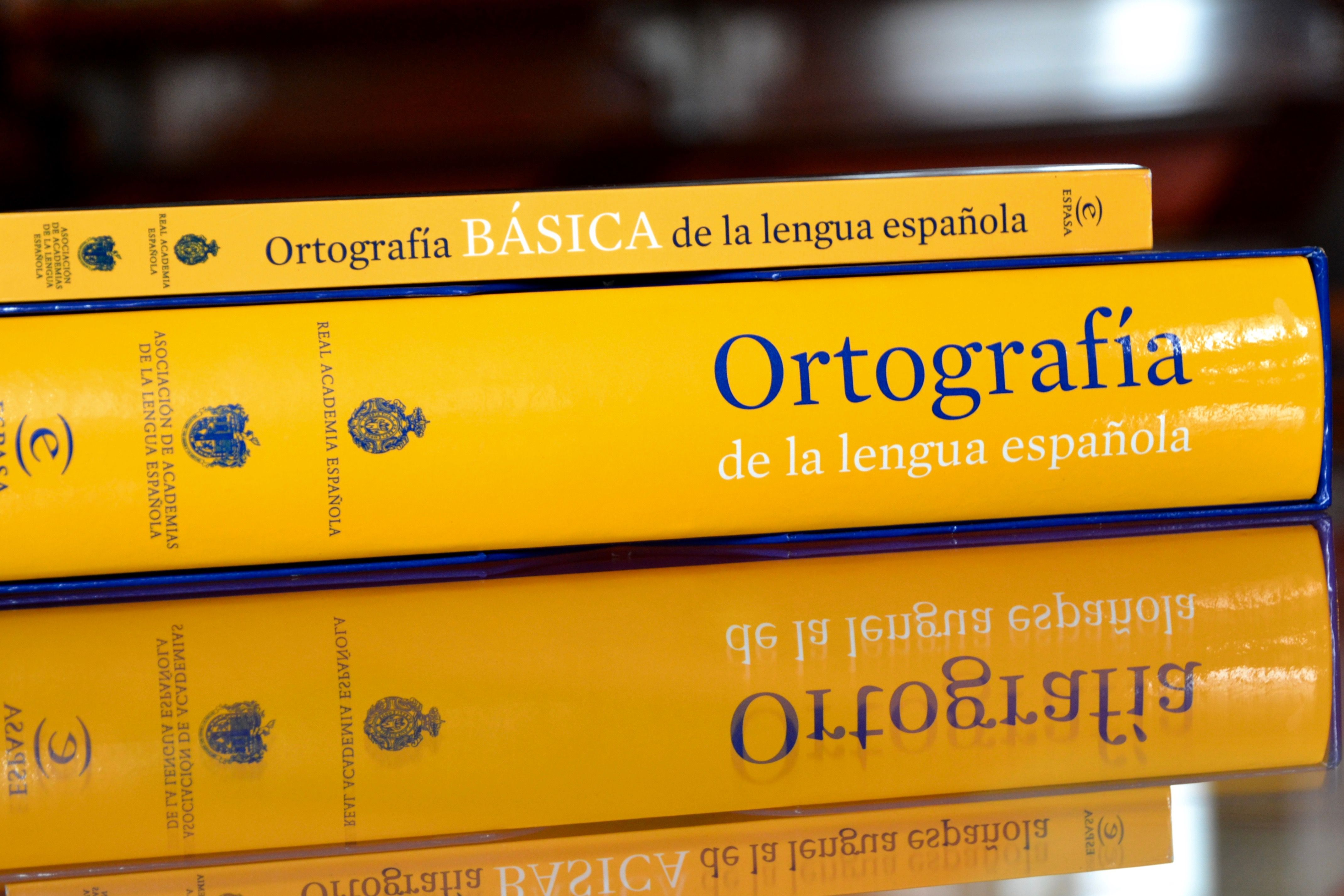
Ortografía de la lengua española (2010) (en français : orthographe de la langue espagnole)

L’orthographe actuelle de l’espagnol est majoritairement phonémique : il existe une forte correspondance entre les sons (phonèmes) et les lettres (graphèmes). Cependant, certaines lettres peuvent représenter plusieurs sons ou être muettes dans des contextes particuliers.

## Alphabet espagnol
L'alphabet espagnol utilise les 26 lettres de l'alphabet latin, auxquelles s’ajoute la lettre ñ, propre à la langue espagnole, pour un total de 27 lettres :
A, B, C, D, E, F, G, H, I, J, K, L, M, N, Ñ, O, P, Q, R, S, T, U, V, W, X, Y, Z
Jusqu’en 2010, les digrammes ch et ll étaient considérés comme des lettres distinctes dans l’alphabet espagnol, mais ils ne sont plus traités comme tels dans les classements alphabétiques modernes.

## Accents et diacritiques
L'espagnol utilise principalement l’accent aigu (´) pour marquer l'accent tonique ou différencier des homonymes (par exemple : tú « toi » vs tu « ton »).  La lettre ü (u avec tréma) est utilisée dans certaines combinaisons comme güi ou güe pour indiquer que le u doit être prononcé.

## Ponctuation
L’espagnol utilise deux signes d'interrogation (¿?), ainsi que deux signes d’exclamation (¡!), avec les marques initiales inversées, une caractéristique propre à cette langue.
Exemples :
- ¿Cómo estás? (« Comment vas-tu ? »)
- ¡Qué sorpresa! (« Quelle surprise ! »)

## Majuscules
Les règles d’emploi des majuscules en espagnol diffèrent de celles d'autres langues. Par exemple, les noms des jours, des mois et des langues ne prennent pas de majuscule, contrairement à l’anglais ou au français.

## Réformes orthographiques
Plusieurs réformes orthographiques ont été proposées au cours de l'histoire. La dernière grande révision a été publiée en 2010 par la Real Academia Española, visant à simplifier certaines règles et à harmoniser l’usage dans tout le monde hispanophone.